# Белимел
Белимел (болг. Белимел) — село в Болгарии. Находится в Монтанской области, входит в общину Чипровци. Население составляет 243 человека.

## История
Над селом есть старое римское городище, руины которого можно увидеть и сегодня. Ещё во времена фракийцев Северо-Западная Болгария была заселена племенем трибаллов, что объясняет множество обнаруженных древних объектов, таких как украшения или орудия.
Согласно местным легендам, деревня была разрушена после Чипровского восстания в 1688 году, и его жители переехали в Бессарабию, а поселение было восстановлено 40 лет спустя. Согласно другой легенде, в селе поселились жители разрушенной после восстания деревни Клисура.
Деревня Бели Мел — родина предводителя Вырбанпенского восстания 1837 года, Вырбана Пенова. Считается, что Вырбан Пенов является прототипом Шарлая Белимелеца, героя романа Ивана Вазова «Белимелецът».